# Pacific Nations Cup 2014
La Pacific Nations Cup del 2014 fue la 9.ª edición del torneo que organiza la International Rugby Board (IRB). En este año volvieron a competir 6 selecciones, aunque en esta oportunidad se desarrolló con 2 triangulares independientes entre sí y en el que hubo 1 ganador por cada grupo.

## Equipos participantes
| - Selección de rugby de Canadá (Canucks) - Selección de rugby de los Estados Unidos (Las Águilas) - Selección de rugby de Japón (The Cherry Blossoms) | - Selección de rugby de Fiyi (Flying Fijians) - Selección de rugby de Tonga (ʻIkale Tahi) - Selección de rugby de Samoa (Manu Samoa) |

## Grupo Asia Pacífico

### Posiciones
| Pos. | Equipo         | Encuentros | Encuentros | Encuentros | Encuentros | Tantos  | Tantos    | Tantos     | Puntos Bonus | Puntos Totales |
| Pos. | Equipo         | jugados    | ganados    | empatados  | perdidos   | a favor | en contra | diferencia | Puntos Bonus | Puntos Totales |
| ---- | -------------- | ---------- | ---------- | ---------- | ---------- | ------- | --------- | ---------- | ------------ | -------------- |
| 1    | Japón          | 2          | 2          | 0          | 0          | 71      | 54        | + 17       | 1            | 9              |
| 2    | Estados Unidos | 2          | 1          | 0          | 1          | 67      | 72        | - 5        | 2            | 6              |
| 3    | Canadá         | 2          | 0          | 0          | 2          | 60      | 72        | - 12       | 2            | 2              |

Nota: Se otorgan 4 puntos al equipo que gane un partido y 2 al que empate
Puntos Bonus: 1 punto por convertir 4 tries o más en un partido y 1 al equipo que pierda por no más de 7 tantos de diferencia

### Resultados

#### Primera fecha
| 7 de junio | Canadá | 25 - 34 | Japón | Swanguard Stadium, Burnaby, Canadá                        |                                                           |
|            |        | Reporte |       | Asistencia: 6382 espectadores Árbitro(s): Leighton Hodges | Asistencia: 6382 espectadores Árbitro(s): Leighton Hodges |

#### Segunda fecha
| 14 de junio 19:30 | Estados Unidos | 29 - 37 | Japón | StubHub Center, Carson, Estados Unidos                |                                                       |
|                   |                | Reporte |       | Asistencia: 5100 espectadores Árbitro(s): Greg Garner | Asistencia: 5100 espectadores Árbitro(s): Greg Garner |

#### Tercera fecha
| 21 de junio 15:00 | Estados Unidos | 38 - 35 | Canadá | Bonney Field, Sacramento, Estados Unidos               |                                                        |
|                   |                | Reporte |        | Asistencia: 7804 espectadores Árbitro(s): Stuart Berry | Asistencia: 7804 espectadores Árbitro(s): Stuart Berry |

## Grupo Islas del Pacífico

### Posiciones
| Pos. | Equipo | Encuentros | Encuentros | Encuentros | Encuentros | Tantos  | Tantos    | Tantos     | Puntos Bonus | Puntos Totales |
| Pos. | Equipo | jugados    | ganados    | empatados  | perdidos   | a favor | en contra | diferencia | Puntos Bonus | Puntos Totales |
| ---- | ------ | ---------- | ---------- | ---------- | ---------- | ------- | --------- | ---------- | ------------ | -------------- |
| 1    | Samoa  | 2          | 1          | 1          | 0          | 36      | 31        | + 5        | 0            | 6              |
| 2    | Fiyi   | 2          | 1          | 0          | 1          | 58      | 35        | + 23       | 2            | 6              |
| 3    | Tonga  | 2          | 0          | 1          | 1          | 35      | 63        | - 28       | 0            | 2              |

Nota: Se otorgan 4 puntos al equipo que gane un partido y 2 al que empate
Puntos Bonus: 1 punto por convertir 4 tries o más en un partido y 1 al equipo que pierda por no más de 7 tantos de diferencia

### Resultados

#### Primera fecha
| 7 de junio | Samoa | 18 - 18 | Tonga | Apia Park, Apia, Samoa                                   |                                                          |
|            |       | Reporte |       | Asistencia: 14.500 espectadores Árbitro(s): Wayne Barnes | Asistencia: 14.500 espectadores Árbitro(s): Wayne Barnes |

#### Segunda fecha
| 14 de junio 15:00 | Fiyi | 45 - 17 | Tonga | Churchill Park, Lautoka, Fiyi                           |                                                         |
|                   |      | Reporte |       | Asistencia: 5850 espectadores Árbitro(s): Rohan Hoffman | Asistencia: 5850 espectadores Árbitro(s): Rohan Hoffman |

#### Tercera Fecha
| 21 de junio 15:00 | Fiyi | 13 - 18 | Samoa | National Stadium, Suva, Fiyi                             |                                                          |
|                   |      | Reporte |       | Asistencia: 7350 espectadores Árbitro(s): Mathieu Raynal | Asistencia: 7350 espectadores Árbitro(s): Mathieu Raynal |